# Supersport-VM 2002
Supersport-VM 2002 kördes över tolv omgångar. Fabien Foret tog sin första VM-titel.

## Delsegrare
| Bana           | Vinnare           | Märke    |
| -------------- | ----------------- | -------- |
| Valencia       | Fabien Foret      | Honda    |
| Phillip Island | Andrew Pitt       | Kawasaki |
| Kyalami        | Andrew Pitt       | Kawasaki |
| Sugo           | Stéphane Chambon  | Suzuki   |
| Monza          | Fabien Foret      | Honda    |
| Silverstone    | Jamie Whitham     | Yamaha   |
| Lausitzring    | Katsuaki Fujiwara | Suzuki   |
| Misano         | Fabien Foret      | Honda    |
| Brands Hatch   | Katsuaki Fujiwara | Suzuki   |
| Oschersleben   | Paolo Casoli      | Yamaha   |
| Assen          | Fabien Foret      | Honda    |
| Imola          | Katsuaki Fujiwara | Suzuki   |

## Slutställning
| Plats | Förare            | Märke    | Poäng |
| ----- | ----------------- | -------- | ----- |
| 1     | Fabien Foret      | Honda    | 186   |
| 2     | Katsuaki Fujiwara | Suzuki   | 182   |
| 3     | Stéphane Chambon  | Suzuki   | 162   |
| 4     | Paolo Casoli      | Yamaha   | 128   |
| 5     | Andrew Pitt       | Kawasaki | 126   |
| 6     | Christian Kellner | Yamaha   | 94    |
| 7     | Chris Vermeulen   | Honda    | 90    |
| 8     | Jörg Teuchert     | Yamaha   | 90    |
| 9     | Iain Macpherson   | Honda    | 83    |
| 10    | Jamie Whitham     | Yamaha   | 80    |